# Oberwald (Karlsruhe)

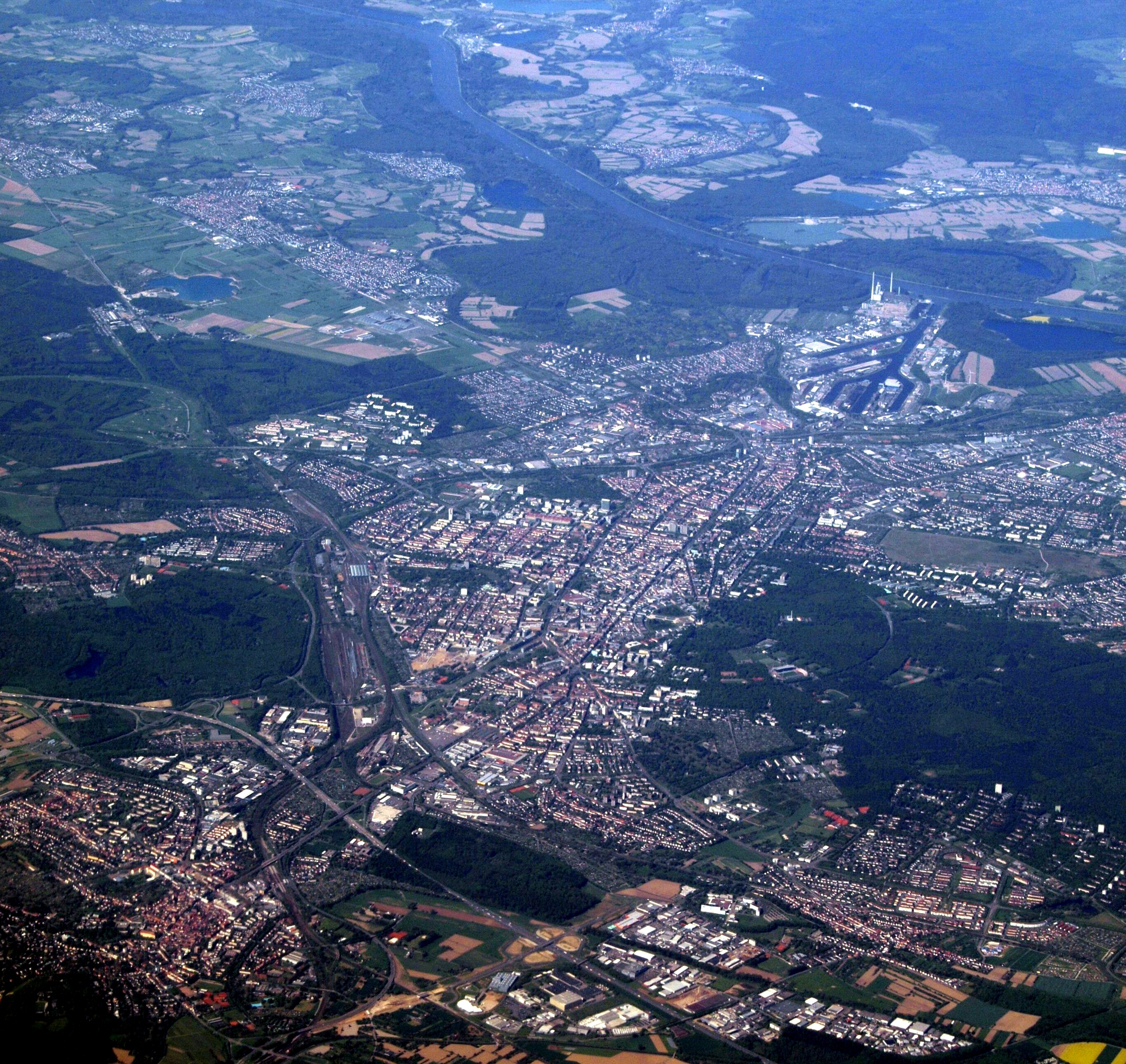
Luftbild von Karlsruhe (von Nordosten aus gesehen), der Oberwald direkt unterhalb der Mitte des linken Bildrands

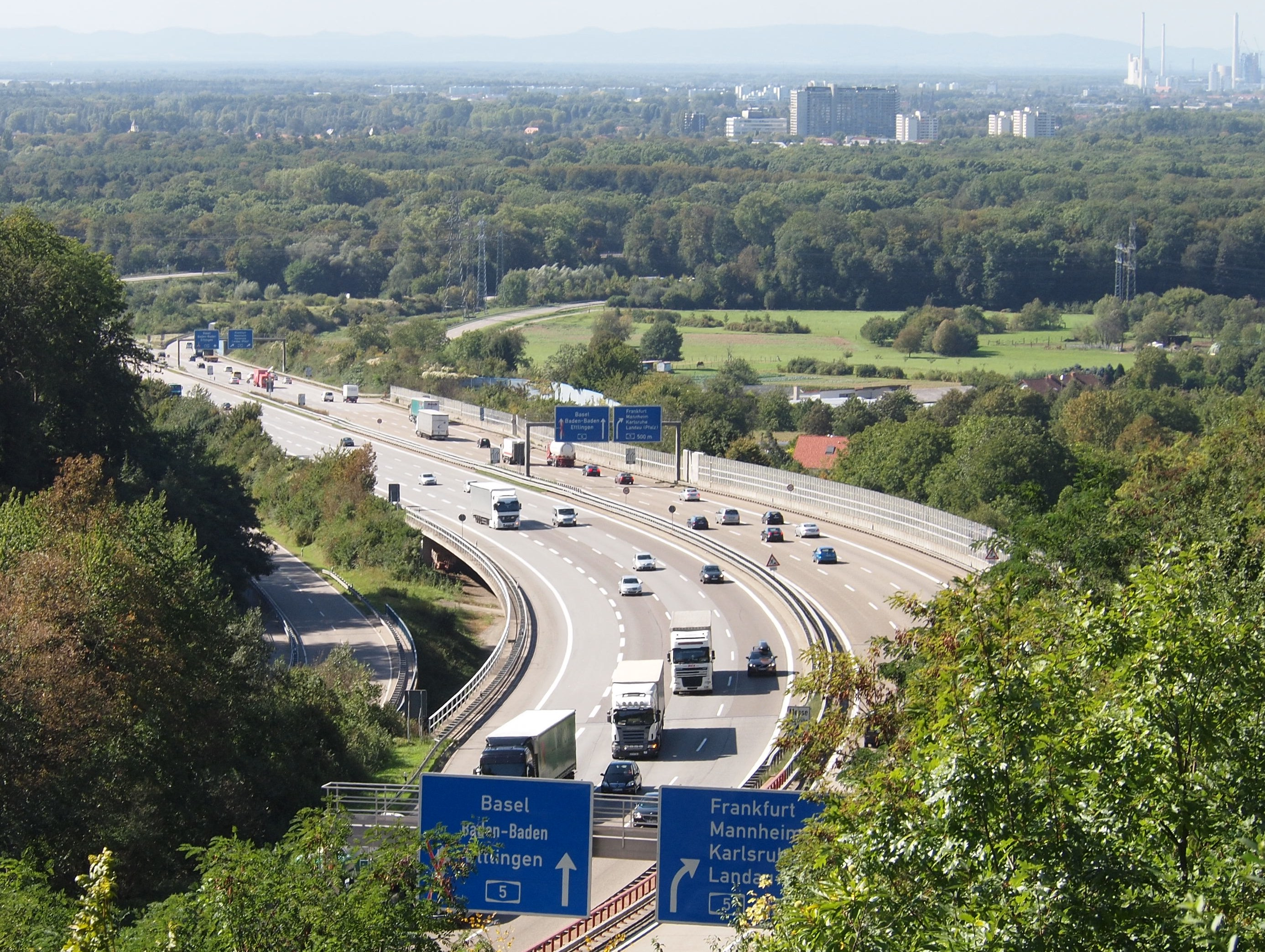
Autobahndreieck Karlsruhe mit dem Oberwald im Hintergrund

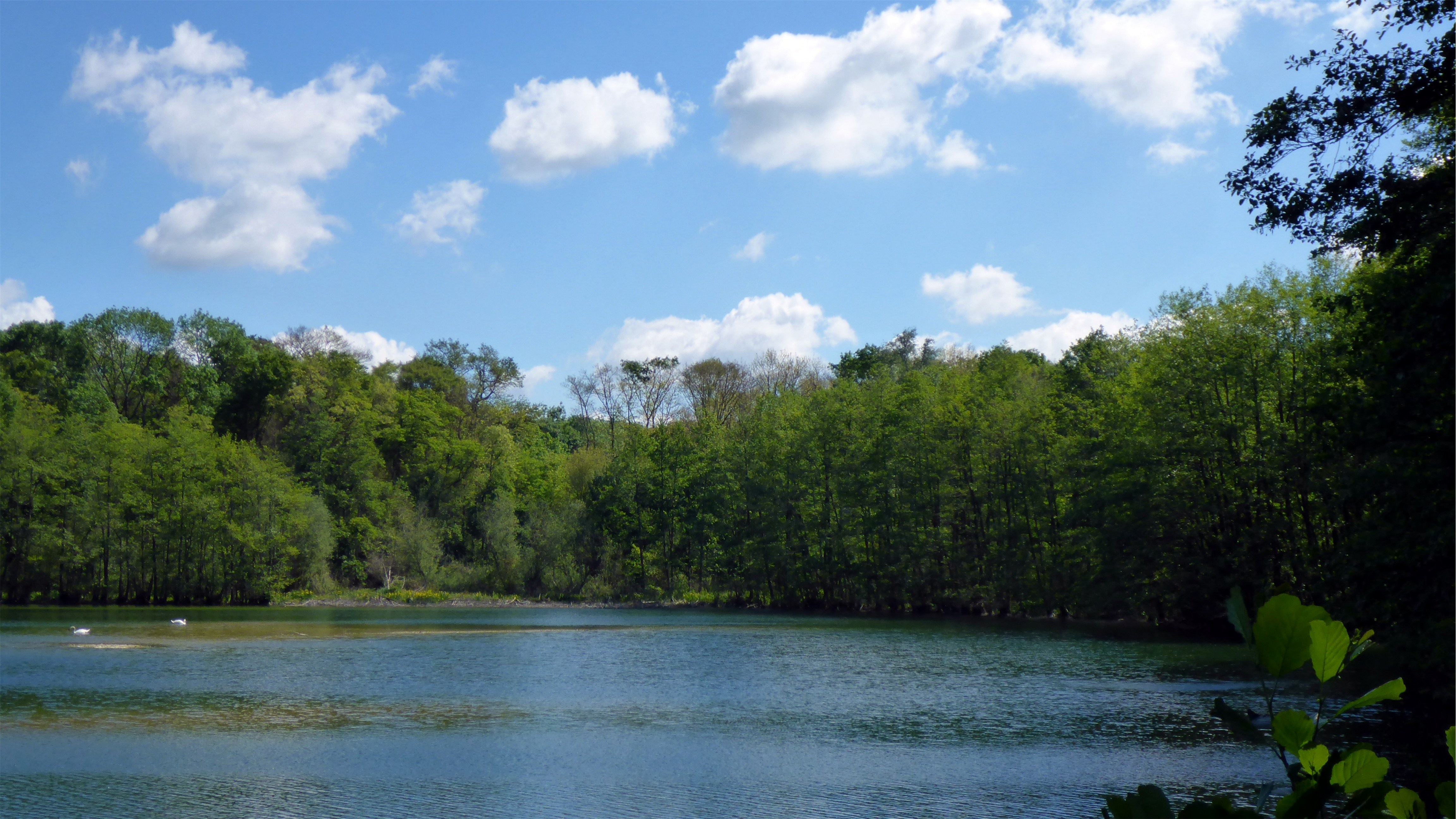
Der unter Naturschutz stehende Erlachsee

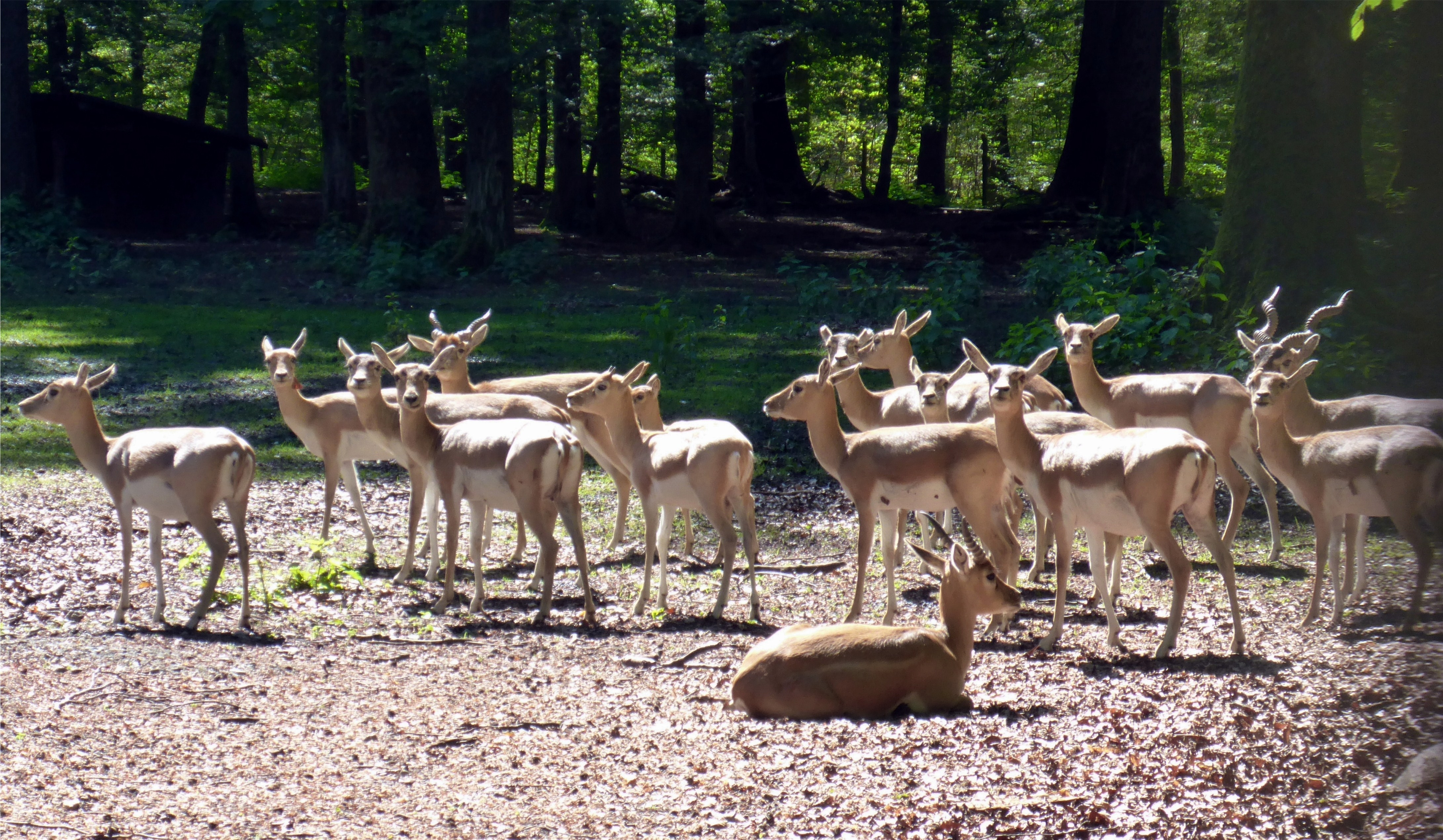
Hirschziegenantilopen im Tierpark Oberwald

Der Oberwald im Stadtgebiet von Karlsruhe ist das weitaus größte Waldgebiet im Karlsruher Bereich der Kinzig-Murg-Rinne.

## Lage
Der Oberwald liegt in der Rheinebene südlich des Zentrums von Karlsruhe; er wird im Norden im Wesentlichen von der autobahnähnlich ausgebauten Karlsruher Südtangente (Kreisstraßen 9657 und 9652), im Osten und Süden von der Bundesautobahn 5 und vom Autobahndreieck Karlsruhe sowie im Westen von den Karlsruher Stadtteilen Dammerstock und Rüppurr begrenzt, die ihn von der Alb trennen. Der Oberwald liegt wie der westlich benachbarte Weiherwald in einer alten Flussniederung; der nacheiszeitliche Fluss teilte sich in verschiedene Arme, deren Überreste noch sichtbar sind. 
Durch den Oberwald verlaufen mehrere kleine Gewässer, darunter der künstlich angelegte Scheidgraben. Im Oberwald liegen zwei Baggerseen, der Oberwaldsee und der beim Autobahnbau entstandene, eingezäunte, bis zu zwölf Meter tiefe Erlachsee.

## Schutzgebiete, Flora und Fauna
Das Gebiet ist seit 29. März 1977 unter der Nummer 2.12.008 mit einer Fläche von 573,2 Hektar als Landschaftsschutzgebiet Oberwald ausgewiesen. Mitten im LSG liegt das 16,4 Hektar große Naturschutzgebiet Nr. 2066 Erlachsee, ausgewiesen durch Verordnung des Regierungspräsidiums Karlsruhe vom 20. November 1983. Ein Teil des Oberwalds ist seit 31. Mai 1988 unter dem Namen Oberwald-Rißnert mit 185,3 Hektar als Waldschutzgebiet (Schutzgebietsnummer 200236) ausgewiesen.
Der Wald wird von Stieleichen und Hainbuchen gebildet. Als Bodenbewuchs treten zahlreich Buschwindröschen sowie Scharbockskraut, Wiesen-Schaumkraut und die Purpurrote Taubnessel auf. Der Oberwald ist reich an Insekten und Schmetterlingen wie dem Blauen Eichen-Zipfelfalter.
Der Erlachsee ist ein Rückzugsgebiet für Wat- und Wasservögel.

## Nutzung
Am Nordrand des Oberwalds liegt das von Robert Gerwig geplante und 1871 in Betrieb genommene Wasserwerk Durlacher Wald mit markantem Stumpf des Wasserturms, das heute aber wegen der Hauptverkehrsstraßen und des Güterbahnhofs in seiner Nähe nur noch als Spitzenwerk eingesetzt wird. Den Abschluss zu Dammerstock und Rüppurr bilden verschiedene Sportanlagen. Auch im Osten befinden sich Sportplätze, darunter das Oberwaldstadion und ein Schießplatz (in der Nähe des Oberwaldsees).
Im Nordteil des Oberwalds liegt der 16 ha große, seit 1965 bestehende, anlässlich der Arbeiten zur Bundesgartenschau aus dem Karlsruher Zoo ausgelagerte, frei zugängliche Tierpark Oberwald mit großen Freigehegen, u. a. für das Przewalski-Urwildpferd, den Mesopotamischen Damhirsch, den Kiang, die Hirschziegenantilope, die Persische Kropfgazelle und den Wisent.

## Veranstaltungen
Im Rißnert und im Oberwald wird jährlich der Rißnert-Lauf ausgetragen.
Im Oberwald sind Joggerwege von 3, 5, 7 und 10 km Länge markiert (mit einem Orientierungsplan südlich der Wasserwerkbrücke).